# Vöhl
Vöhl é um município da Alemanha, situado no distrito de Waldeck-Frankenberg, no estado de Hesse. Tem 98,81 km² de área, e sua população em 2019 foi estimada em 5.552 habitantes.